# تپی اوسوی
تپی اوسوی (انگلیسی: Teppei Usui؛ زادهٔ ۳ نوامبر ۱۹۹۱) بازیکن فوتبال اهل ژاپن است.